# LISREL
LISREL (acrónimo de linear structural relations), es un programa usado en análisis de ecuaciones estructurales. Fue desarrollado en los años setenta por Karl Jöreskog y Dag Sörbom, profesores ambos de la Universidad de Upsala, Suecia. Su versión más reciente es la 9.2 del año 2015.
LISREL está principalmente basado en comandos, aunque las versiones más recientes han incorporado una interfaz gráfica. Lo distribuye la empresa SSI (Scientific Software International).  